# Ernst Friedrich Glocker
 Ernst Friedrich Glocker  (1. května 1793 Stuttgart – 18. července 1858, Stuttgart) byl německý mineralog, geolog a paleontolog.

## Život
Glocker studoval na univerzitě v Tübingenu filozofii, teologii a přírodní vědy. Pokračoval na Univerzitě Martina Luthera v Halle, kde od roku 1817 studoval botaniku a poté v Berlíně mineralogi. V roce 1819 habilitoval disertační prací De Gemmis Plinii inprimis de Topazio na univerzitě v Vratislavi.
V roce 1824 se stal profesorem mineralogie a od roku 1825 byl prorektorem na církevním gymnáziu (Gymnasium zu St. Maria Magdalena) ve Vratislavi. V roce 1830 byl zvolen členem akademie Leopoldina. V roce 1834 se stal řádným profesorem na Vratislavské univerzitě, kde byl zároveň ředitelem mineralogického kabinetu. V roce 1848 se stal čestným členem „Württemberské přírodovědné společnosti“ (Gesellschaft für Naturkunde in Württemberg) ve Stuttgartu. Od roku 1854 žil střídavě v Halle a Görlitz. Zemřel 18. července 1858.

## Dílo
během vědeckých expedic se zabýval sběrem minerálů a fosilií ve Slezsku, Lužici, na Moravě a v Sudetech. Poprvé vědecky popsal minerály: pyrargyrit (1831), ozokerit (1833), sepiolit (1847), halit (1847), sfalerit (1847), arsenopyrit (1847) a liparit (1847). Věnoval se i výzkumu na poli botaniky — v roce 1836 pojmenoval paleobotanik Heinrich Göppert jeho jménem rod Glockeria.

### Publikace
- Charakteristik der schlesisch-mineralogischen Literatur (Vratislav 1827–32, 2 sv.)
- Über den Jurakalk von Kurowitz (Vratislav 1841) – o jurských vápencích v Kurovicích
- Bemerkungen über Terebrateln  (Vratislav 1845)
- Über einige neue fossile Tierformen aus dem Gebiet des Karpathensandsteins (Vratislav 1850)
- Beiträge zur Kenntnis der nordischen Geschiebe und ihres Vorkommens in der Oderebene um Breslau (Vratislav 1854–1856) und
- Geognostische Beschreibung der preußischen Oberlausitz (Görlitz 1858)